# Астраханский сельский округ (Акмолинская область)
Астраха́нский се́льский окру́г (каз. Астрахан ауылдық округі) — административная единица в составе Астраханского района Акмолинской области Казахстана.
Административный центр — село Астраханка.

## География
Административно-территориальное образование расположено в центральной части Астраханского района. В состав сельского округа входит 3 населённых пункта. 
Площадь территории сельского округа составляет — 479,041 км². Из них земли сельскохозяйственного назначения — 348,75 км² (72,80 %), земли населённых пунктов — 60,405 км² (12,61 %), земли промышленности, транспорта, связи, для нужд космической деятельности, обороны, национальной безопасности и иного несельскохозяйственного назначения — 32,976 км² (6,88 %), земли водного фонда — 9,05 км² (1,89 %), земли запаса — 27,86 км² (5,82 %).
Граничит с землями административно-территориальных образований: Жалтырский сельский округ — на севере, Николаевский сельский округ — на востоке, Новочеркасский сельский округ — на юго-востоке, Есильский сельский округ — на юге, Колутонский сельский округ — на западе.
Территория сельского округа расположена на северо-западной части Казахского мелкосопочника. Рельеф местности представляет собой в основном равнину, в некоторых местах — волнистые холмы, с малыми возвышенностями. Общий уклон в целом — с севера на юг (в район реки Ишим). Средняя абсолютная высота округа — около 320–330 метров.
Озёр в сельском округе крайне мало, имеющийся — малые. Протекает река Ишим — которая условно образует южные границы сельского округа.
Климат холодно-умеренный, с хорошей влажностью. Среднегодовая температура воздуха положительная и составляет около +4,0°С. Среднемесячная температура воздуха в июле достигает +20,5°С. Среднемесячная температура января составляет около -14,5°С. Среднегодовое количество осадков составляет около 400 мм. Основная часть осадков выпадает в период с июня по июль.
Через территорию сельского округа проходят автомобильная дорога республиканского значения — М-36 «Граница РФ (на Екатеринбург) — Алматы, через Костанай, Астана, Караганда» и Южно-Сибирская железнодорожная магистраль. Имеется станция «Астраханка», в 15 километрах к северо-востоку от административного центра сельского округа.

## История
В 1989 году существовал как — Астраханский сельсовет (сёла Астраханка, Жанабирлик, Таволжанка).
В периоде 1991—1998 годов сельсовет был преобразован в сельский округ в соответствии с реформами административно-территориального устройства Республики Казахстан.

## Население
| Численность населения | Численность населения | Численность населения |
| 1989                  | 1999                  | 2009                  |
| --------------------- | --------------------- | --------------------- |
| 8177                  | ↘7127                 | ↘6716                 |

## Состав
| № | Населённый пункт | Тип населённого пункта       | Население, 1989 | Население, 1999 | Население, 2009 |
| - | ---------------- | ---------------------------- | --------------- | --------------- | --------------- |
| 1 | Астраханка       | село, административный центр | 7 488           | 6 566           | 6 313           |
| 2 | Жанабирлик       | село                         | 156             | 139             | 97              |
| 3 | Таволжанка       | село                         | 533             | 422             | 306             |

## Инфраструктура[8]
На территории сельского округа зарегистрировано 672 хозяйствующих субъекта, в том числе ТОО — 165 единиц, к/х — 44 единицы, 463 ИП, основная деятельность которых ориентирована на сельское хозяйство. 
Помимо этого, функционируют: 45 магазинов, 3 пекарни, 4 аптеки, 4 общественные бани, 4 шиномонтажки, 2 ресторана, 6 кафе, 1 гостиница, 6 парикмахерских, 2 швейных цеха, 1 кирпичный цех, 3 АЗС, 3 газозаправочных пункта, пельменный цех, кондитерский цех и столярный цех.
Из объектов социальной сферы в округе имеются три средние общеобразовательные школы, детский сад, миницентр по дошкольному воспитанию и обучению, агротехнический колледж, центральная районная больница с поликлиникой, районный дом культуры с библиотечной системой, детская музыкальная школа, детский дом творчества, детско-юношеская спортивная школа.

## Местное самоуправление
Аппарат акима Астраханского сельского округа — село Астраханка, улица Ыбырая Алтынсарина, 65.
- Аким сельского округа — Аркенов Канат Каиркешович[1].